# Karel Gott a hosté
Karel Gott a hosté bylo dvouleté turné českého zpěváka Karla Gotta, které se konalo v letech 2017 a 2018. Turné čítalo 10 koncertů, které trvaly zhruba tři hodiny. Právě časová náročnost a velký počet písní je odděloval od ostatních koncertů, které Karel Gott v té době absolvoval. Turné kromě Česka mělo koncerty i na Slovensku. Bylo zakončeno vyprodaným koncertem v pražské O2 aréně.
| Datum             | Město           | Stát      | Místo vystoupení             |
| ----------------- | --------------- | --------- | ---------------------------- |
| 31. května 2017   | Praha           | Česko     | Sál Hybernia                 |
| 30. června 2017   | Piešťany        | Slovensko | Letisko Piešťany             |
| 19. července 2017 | Brno            | Česko     | Hala Rondo                   |
| 4. října 2017     | Pardubice       | Česko     | Tipsport Aréna               |
| 11. října 2017    | Ostrava         | Česko     | Ostravar Aréna               |
| 28. října 2017    | Bratislava      | Slovensko | Incheba Expo Aréna           |
| 25. ledna 2018    | Bratislava      | Slovensko | Zimní stadion Ondreje Nepely |
| 14. dubna 2018    | Žilina          | Slovensko | Zimní stadion                |
| 18, května 2018   | Banská Bystrica | Slovensko | Zimní stadion                |
| 12. června 2018   | Praha           | Česko     | O2 aréna                     |